# Johann Wilhelm Hittorf
Johann Wilhelm Hittorf (Bonn, 27 marzo 1824 – Münster, 28 novembre 1914) è stato un fisico tedesco.

## Biografia
Durante le sue prime ricerche si dedicò allo studio dell'allotropia del selenio e del fosforo.
Hittorf introdusse nel 1853 il concetto di numero di trasporto (che è una misura della carica elettrica trasportata da ciascuna specie ionica presente in una soluzione elettrolitica) e fornì un metodo per calcolarlo.
Fu professore di chimica e di fisica all'Università di Münster, dove svolse anche il ruolo di direttore di laboratorio tra il 1879 e il 1889.
Nel 1864 svolse inoltre ricerche sullo spettro di gas e vapori (assieme a Julius Plücker) e scoprì nel 1869 i raggi catodici (così chiamati da Eugen Goldstein successivamente, nel 1876), verificando che tali raggi catodici assumono differenti colorazioni a seconda della natura e della pressione del gas. Per i suoi studi sui raggi catodici costruì un dispositivo che poi fu perfezionato da William Crookes, chiamato tubo di Crookes.
Nel 1888 pubblicò il libro On the Conduction of Electricity in Gases.
Nel 1903 gli fu conferita la medaglia Hughes dalla Royal Society.